# 2018년 CONCACAF 여자 축구 선수권 대회 선수 명단
이 문서에서는 2018년 CONCACAF 여자 축구 선수권 대회에 참여한 선수 명단을 정리한다.

## B조

### 쿠바
틀:2018년 CONCACAF 여자 축구 선수권 대회 쿠바 선수 명단